# Cistanche tubulosa
Cistanche tubulosa är en snyltrotsväxtart som först beskrevs av Joseph August Schenk, och fick sitt nu gällande namn av R. Wight. Cistanche tubulosa ingår i släktet Cistanche och familjen snyltrotsväxter. Inga underarter finns listade i Catalogue of Life.

## Bildgalleri

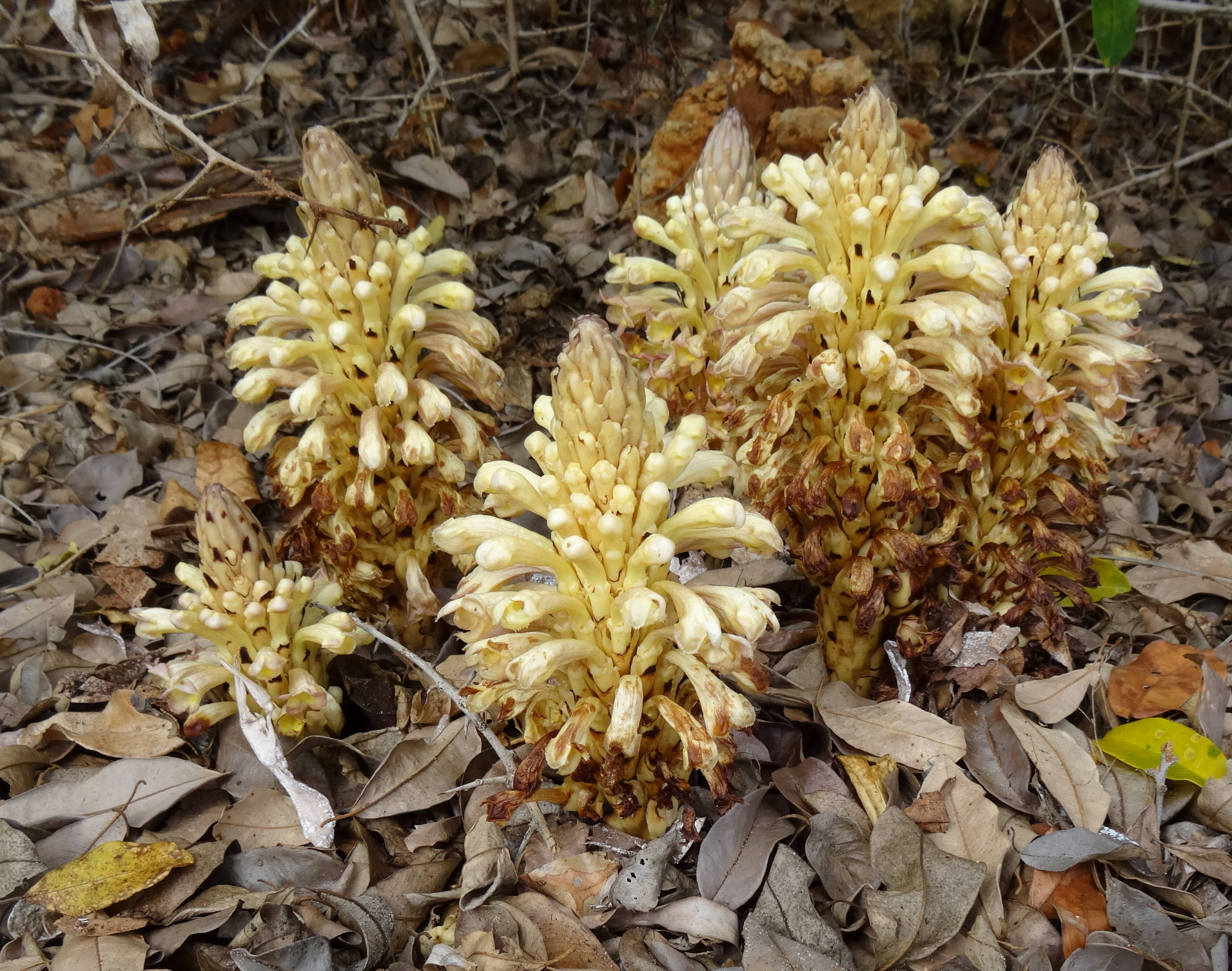
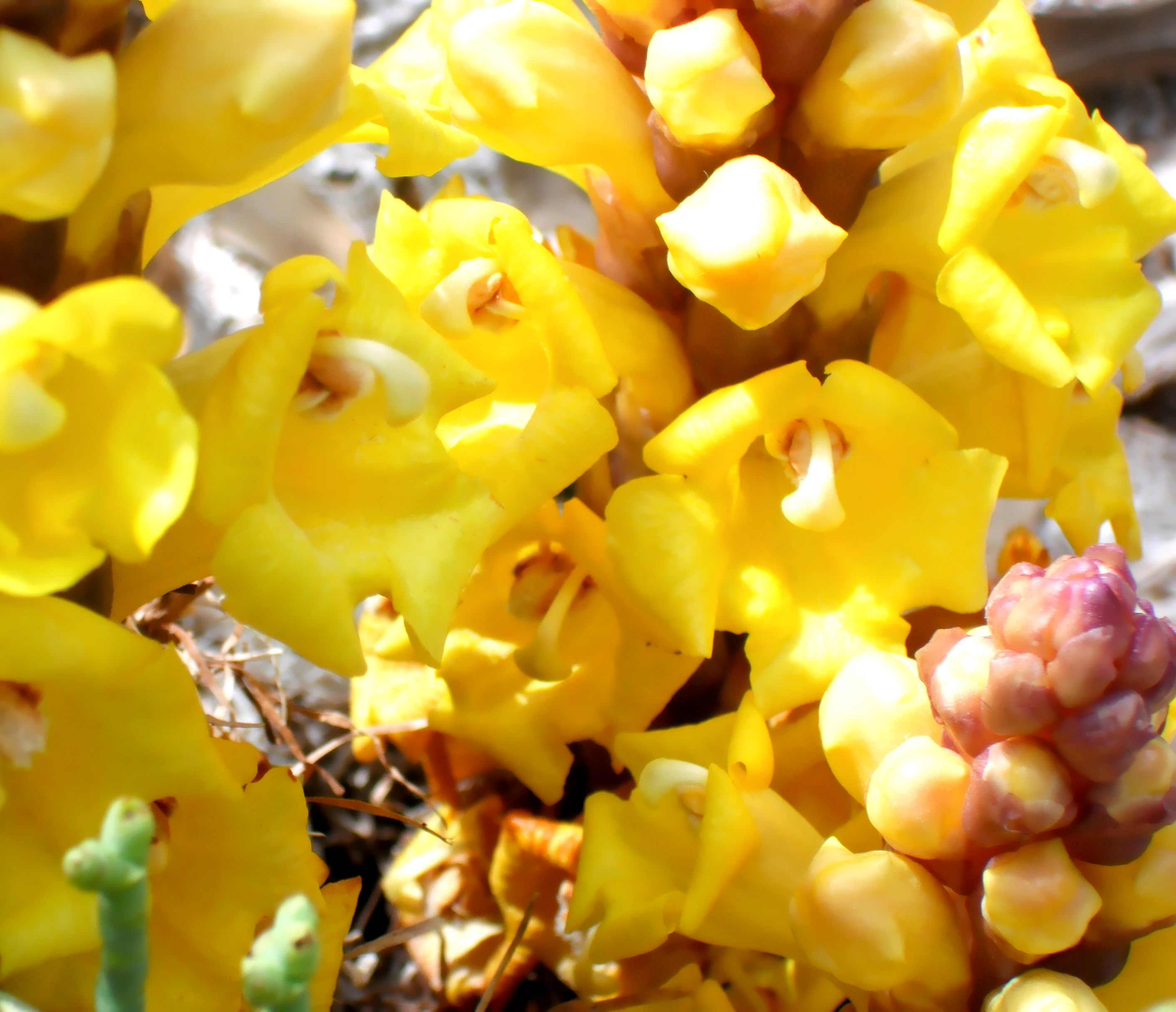
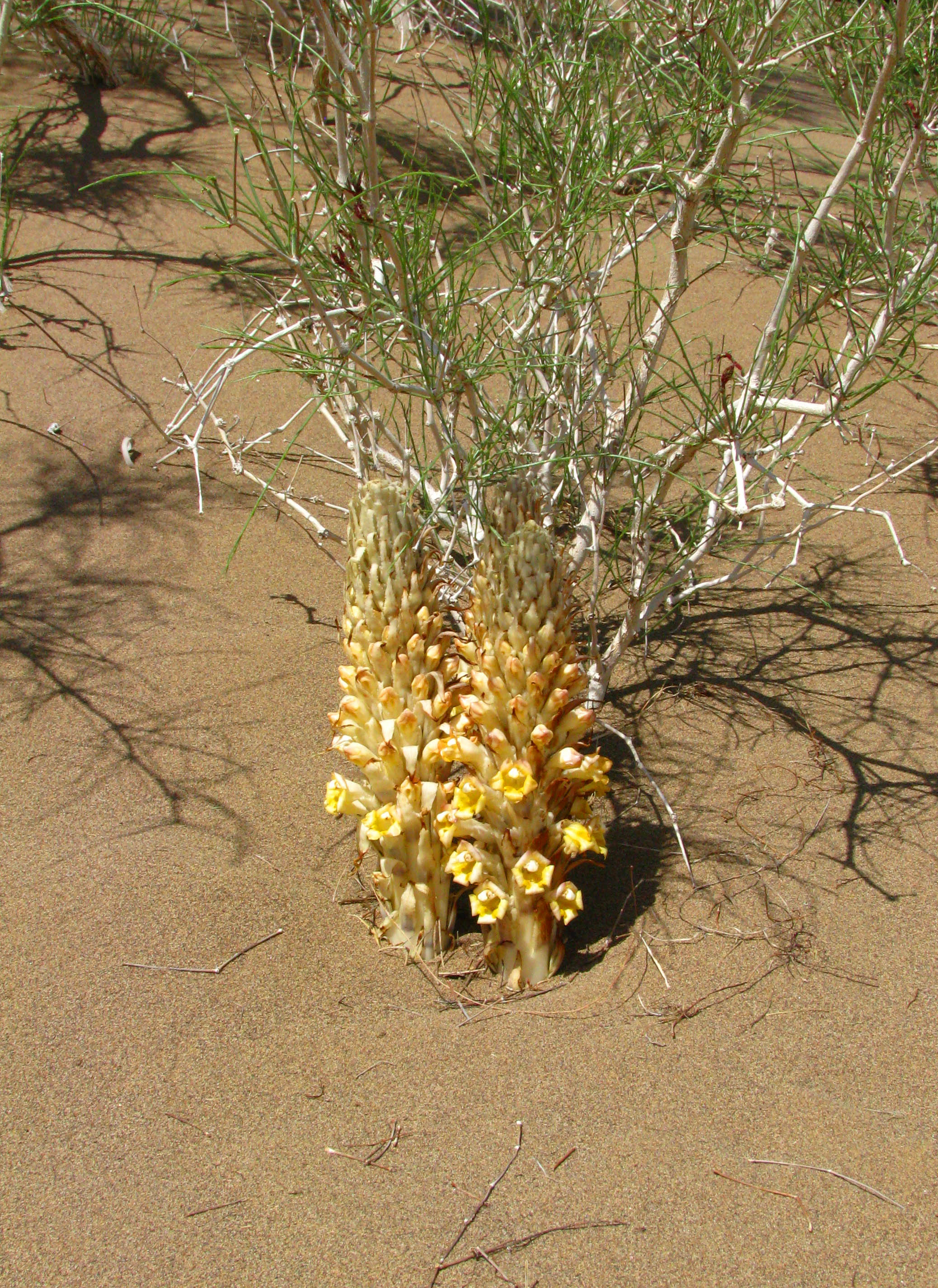